# Емануел Козачински
Eмануeл Козачински, односно Мануил Козачински, а након замонашења Михаил (Козачински)  (укр. Мануїл Козачи́нський, односно Михаїл Козачи́нський; Јампољ, данас Виничка област (Украјина), 1699 — Слуцк, данас Минска област (Белорусија), 15. август 1755) био је педагог, српски књижевник и позоришни радник, који је значајно допринео развоју културе међу Србима у Хабзбуршкој монархији.

## Порекло
Козачински је потицао из племићке породице. Његов отац Александар био је родом из Козачине у источној Галицији (данашња Тернопољска област). Eмануел је рођен 1699. године у Јампољу, малом пограничном граду у Подолији (данашња Виничка област). Поменута места и области, била су у то време под пољском влашћу, немајући никаквих веза са тадашњом (првобитном) Украјином. Тек у 20. веку, Подолија и Галиција су подведене под проширену (савремену) Украјину, тако да Козачински ни по пореклу, ни по месту рођења није био "Украјинац", како се понекад означава у литератури на основу анахронистичких пројекција данашњих украјинских граница на старију прошлост. У његово време, становници Галиције и Подолије су се називали својим изворним русинским именом. Поједини истраживачи су тим поводом указали на русинско порекло Козачинског.

## Образовање
Козачински је рано напустио свој родни крај, како би стекао образовање у царској Русији. Студије филозофије похађао је до 1720. у Московској славенско-грчко-латинској академији. Потом је школовање наставио у Кијевској духовној академији (1720—1733), чиме започињу и његове везе са тадашњом Украјином. Још током боравка у Москви, упознао је Рафаила Заборовског, који је касније постао кијевски митрополит. Док је био на школовању у Кијеву, повремено је путовао по северним словенским земљама и Немачкој, где је учио језике. Значајан утицај на Козачинског оставио је Теофан Прокопович, педагог, драмски писац и теоретичар. Пред крај школовања у Кијеву 1731/32. радио је као сарадник Академије, предајући нижим разредима.

## Педагошки рад
На позив београдско-карловачког митрополита Вићентија Јовановића, а по препоруци Теофана Прокоповича и уз благослов кијевског митрополита Рафаила Заборовског, средином октобра 1733. дошао је са групом професора из Кијева у Сремске Карловце. Ту је почео да ради као професор Славенско-латинских школа (Collegium slavono-latino carloviciense), које су основане 1726, али су тек доласком Кијевљана подигнуте на ниво вишег образовања. Предавао је у IV школи граматиста, затим у V и VI школи. Српске школе под његовим утицајем засноване су на просветитељском школском систему Петра Великог.
Био је аутор и редитељ прве српске позоришне представе -Траедокомедије, о смрти цара Уроша V, коју је са својим ђацима извео у Сремским Карловцима јуна 1734. Она је стекла значајну популарност, била је више пута преписивана, а почетком 19. века и извођена у Новом Саду и Великом Бечкереку према препису и преради Јована Рајића.
Школске 1735/36. прихватио је дужност префекта (управитеља) Карловачких школа, а 12. октобра 1736. изабран је за ректора свих славенско-латинских школа на територији Београдско-карловачке митрополије и за архијерејског проповедника. Како је постављање световног лица на ову функцију изазвало негодовање клера, митрополит Вићентије Јовановић је решио да га рукоположи за свештеника. На позив владике Симеона Филиповића почетком 1737. отишао је у Северин код Бјеловара, где је 24. фебруара произведен је у ђакона а 3. марта рукоположен за свештеника.
Због многих неприлика које је имао након смрти Вићентија Јовановића, почетком новембра 1737. отишао је у Беч. Кратко је током школске 1737/1738. предавао у школи Висариона Павловића у Петроварадинском Шанцу. По повратку у Кијев, августа 1738, поднео је писмену молбу митрополиту Заборовском за пострижење. Послат је као искушеник у Видубицки манастир, недалеко од Кијева, где је 3. јануара 1740. и замонашен под именом Михаил, мада је имао проблема јер му је Синод замерао то што је неожењен рукоположен за свештеника.
Почео је да ради као спољни сарадник на Кијевској академији и поново се ангажовао као позоришни радник, пишући и режирајући игроказ Образ страстеј мира сего образом страждушчаго Христа исправи сја, изведен јула 1739. У септембру 1739. постављен је за професора филозофије и богословних наука на Академији а за префекта у јуну 1740. Неко време је током 1742. мењао и ректора Силвестра Куљапку, а у том својству био је и врховна власт у Братском манастиру, у чијем се саставу налазила Академија. Током 1744. био је ангажован на припреми дочека царице Јелисавете Петровне и поводом њеног ходочашћа кијевским светињама написао је више пригодних дела и игроказ Благоутробија Марка Аврелија Антонина, који су у његовој режији академци извели у царичину част. У августу 1746. због спорења са појединим професорима поднео је оставку на дужности у Академији и вратио се у Видубицки манастир. Крајем 1746. постављен је за игумана Гадјачког манастира. Септембра 1748. постао је архимандрит Манастира Свете Тројице у Слуцку и намесник Кијевске митрополије.
Умро је од жутице и сахрањен је на манастирском гробљу у Слуцку.
Козачински је за собом оставио многобројна дела - писао је уџбенике реторике, поетике и филозофије, али и песме, посланице, пригодне стихове, дијалоге, диспуте, моралитете, проповеди, панегирике, драме. Посебно се истиче књига о Аристотелу, чији је био најбољи познавалац у православном свету свог времена.